# Anteremanthus piranii
Anteremanthus piranii é uma espécie de árvore pertencente à família Asteraceae que é endêmica do estado da Bahia, no Brasil.
Está criticamente ameaçada de extinção por causa da sua distribuição geográfica restrita à Serra do Espinhaço em áreas não protegidas no município de Licínio de Almeida.
O epíteto específico é uma homenagem ao botânico brasileiro José Rubens Pirani.